# Livello del supporto scientifico all'evoluzione
Il livello di supporto all'evoluzione tra gli scienziati è una tematica legata al dibattito tra creazionismo ed evoluzionismo che tocca questioni educative, religiose, filosofiche, scientifiche e politiche. La materia è particolarmente controversa nei paesi in cui esistono livelli significativi di non accettazione dell'evoluzione da parte della popolazione, ma nei quali l'evoluzione viene insegnata nelle scuole pubbliche e nelle università.
Quasi tutta (circa il 97%) la comunità scientifica accetta l'evoluzione come teoria scientifica dominante per spiegare le origini della diversità biologica. Le associazioni scientifiche hanno fortemente confutato le critiche all'evoluzione proposte dai sostenitori del disegno intelligente.

## La posizione della comunità scientifica
La stragrande maggioranza della comunità scientifica e del mondo accademico sostiene la teoria evoluzionistica come l'unica spiegazione che può spiegare adeguatamente i fenomeni che si osservano nei campi della biologia, della paleontologia, della biologia molecolare, della genetica, dell'antropologia e in altri. Un sondaggio Gallup del 1991 ha rilevato che circa il 5% degli scienziati americani (compresi quelli con formazione al di fuori della biologia) si sono riconosciuti come creazionisti.
Inoltre, la comunità scientifica considera il disegno intelligente una derivazione neo-creazionista, una pseudoscienza o scienza spazzatura . La National Academy of Sciences degli Stati Uniti ha dichiarato che il design intelligente "e altre affermazioni di intervento soprannaturale nell'origine della vita "non sono scienza perché non possono essere testati da esperimenti, non generano alcuna previsione e non propongono nuove ipotesi proprie". Nel settembre 2005, 38 vincitori del premio Nobel hanno rilasciato una dichiarazione congiunta secondo la quale "il design intelligente è fondamentalmente non scientifico; non può essere testato come teoria scientifica perché la sua conclusione centrale si basa sulla convinzione dell'intervento di un agente soprannaturale". Nell'ottobre 2005, una delegazione che rappresentativa di oltre 70.000 scienziati e insegnanti di scienze australiani ha rilasciato una dichiarazione in cui affermava che "il design intelligente non è scienza", e ha invitato "tutte le scuole a non insegnare il disegno intelligente (ID) come scienza".
Nel 1986 con un brief di amicus curiae, firmato da 72 vincitori del premio Nobel USA, 17 accademie statali di scienze e 7 altre società scientifiche, è stato chiesto alla Corte suprema degli Stati Uniti di respingere una legge dello stato della Louisiana la quale impone che, dove la scienza dell'evoluzione venisse insegnata nelle scuole pubbliche, allora venga anche insegnata la cosiddetta "scienza della creazione". Il brief affermava inoltre che il termine "scienza della creazione" usato dalla legge rappresentava proprio un dogma religioso e che "insegnare idee religiose erroneamente etichettate come scienza è dannoso per l'educazione scientifica".  Quello sopra citato è stata il più numeroso gruppo di vincitori del premio Nobel che avessero mai firmato una petizione fino a quel momento. Secondo gli antropologi Almquist e Cronin, il brief è la "dichiarazione più chiara degli scienziati a sostegno dell'evoluzione mai prodotta".
Esistono molte organizzazioni scientifiche e accademiche di tutto il mondo che hanno rilasciato dichiarazioni a sostegno della teoria dell'evoluzione. L'American Association for the Advancement of Science, la più grande società scientifica generale del mondo, con oltre 130.000 membri e oltre 262 società e accademie della scienza affiliate, cui fanno parte oltre 10 milioni di individui, ha fatto diverse dichiarazioni e pubblicato diversi comunicati stampa a sostegno dell'evoluzione. La prestigiosa Accademia Nazionale delle Scienze degli Stati Uniti, che fornisce consulenza scientifica alla nazione, ha pubblicato numerosi libri a sostegno dell'evoluzione e della critica al creazionismo e al disegno intelligente.
C'è una notevole differenza tra l'opinione degli scienziati e quella del grande pubblico negli Stati Uniti. Un sondaggio del 2009 del Pew Research Center ha rilevato che "Quasi tutti gli scienziati (97%) affermano che gli esseri umani e altri esseri viventi si sono evoluti nel tempo - l'87% afferma che l'evoluzione è dovuta a processi naturali, come la selezione naturale-. La posizione dominante tra gli scienziati - secondo la quale gli esseri viventi si sono evoluti a causa di processi naturali - è però condivisa solo da circa un terzo (32%) del pubblico. "

### Progetto Steve
Il Discovery Institute ha annunciato che oltre 700 scienziati avevano espresso il proprio sostegno al disegno intelligente a partire dall'8 febbraio 2007. Ciò ha spinto il National Center for Science Education a produrre una petizione "spiritosa" chiamata " Progetto Steve " a sostegno dell'evoluzione. Solo gli scienziati di nome "Steve" o alcune varianti (come Stephen, Stephanie e Stefan) sono idonei a firmare la petizione. Essa è destinata ad essere una "parodia provocatoria" degli elenchi di presunti "scienziati" che si suppone condividano i principi creazionisti che le organizzazioni creazioniste sostengono. La petizione dimostra che ci sono più scienziati di nome "Steve" che accettano l'evoluzione (oltre 1370) di quanti ce ne siano in totale che supportano il design intelligente. Questo confermerebbe la stima di Brian Alters secondo il quale la percentuale di scienziati che sostengono l'evoluzione sarebbe di circa il 99,9 percento.